# Венгерский, Томаш Каетан
Томаш Каетан Венгерский (пол. Tomasz Kajetan Węgierski; 1756, Grabowiec — 11 апреля 1787, Марсель) — польский поэт, писатель и переводчик.
Происходил из небогатого шляхетского рода Венгерских герба Венява; был сыном Томаша Венгерского, помощника старосты коритницкого, и Анелии Папроцкой. В 1764—1771 годах учился в коллегии пиаристов «Collegium Nobilium» в Варшаве. После этого вернулся в родное село; в 1772—1774 годах жил в Белостоке. В 1774 году переехал в Варшаву, где получил место секретаря в Департаменте юстиции при Постоянном Совете. В это же время начал печатать свои статьи в журнале «Zabawy Przyjemne i Pożyteczne». В 1777 году написал памфлет, направленный против кастеляна Вильчевского, совершившего нападение на имение его отца. За публикацию этого памфлета был лишён должности в Департаменте юстиции и приговорён к штрафу и семидневному заключению. С 1777 года состоял в масонской ложе. В 1779 году вместе со своим другом Каетаном Потоцким, ротмистром и старостой ужендувским, в имении которого жил предыдущие несколько лет, отправился в путешествие по Европе, посетив в ходе него различные города Фландрии, Германии, Италии. В 1783 году переехал в США, затем путешествовал по испанским владениям в Центральной Америке и жил на острове Мартиника. В конце жизни осел во Франции. Умер в 1787 году в Марселе вследствие беспорядочного образа жизни.
Венгерский очень рано получил известность своими стихотворениями и некоторое время был даже приближен к королевскому двору, получив от монарха звание шамбеляна (камергера), однако вскоре нажил себе большое количество врагов из-за острого языка и тяжёлого характера. Для поэзии Венгерского, испытавшей влияние деятелей французского Просвещения, характерны философские размышления, склонность к материализму и эпикурейству, критика религиозных догм, а также грубый язык и «бесцеремонность». Большая часть поэтического наследия Венгерского собрана в сборнике «Poezje», изданном в Варшаве в 1871 году; наиболее известные произведения — ирокомическая поэма «Орган» (1777), стихотворения «Беляне» и «О стене Ла Гранд-Шартрез», а также трактат «Мысли о поэзии». Кроме того, Венгерский перевёл на польский язык некоторые произведения Вольтера, Монтескьё, Руссо и Мармонтеля.